# Birutė-Hügel-Kapelle

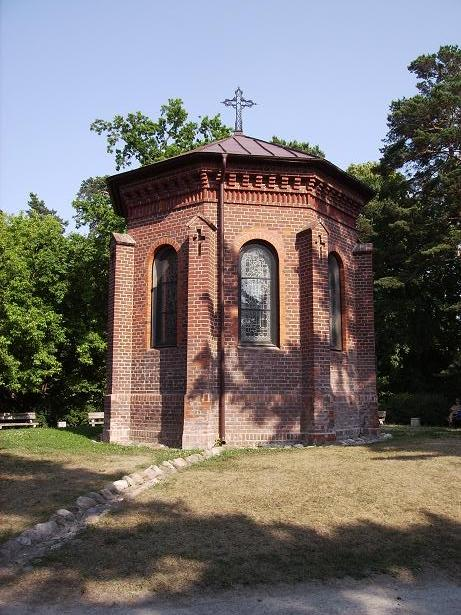
Birutė-Hügel-Kapelle

Birutė-Hügel-Kapelle (lit. Birutės kalno koplyčia) ist eine achteckige Kapelle an der Ostseeküste im litauischen Palanga. Sie befindet sich auf dem 22 Meter hohen Birutė-Hügel (Birutės kalnas) in dem am Meer gelegenen Parkgelände des ehemaligen Landguts Tiškevičius, das heute das Bernsteinmuseum beherbergt. Die katholische Kapelle wurde nach Birutė, der Frau des Großfürsten Kęstutis (1297–1382), benannt.

## Geschichte

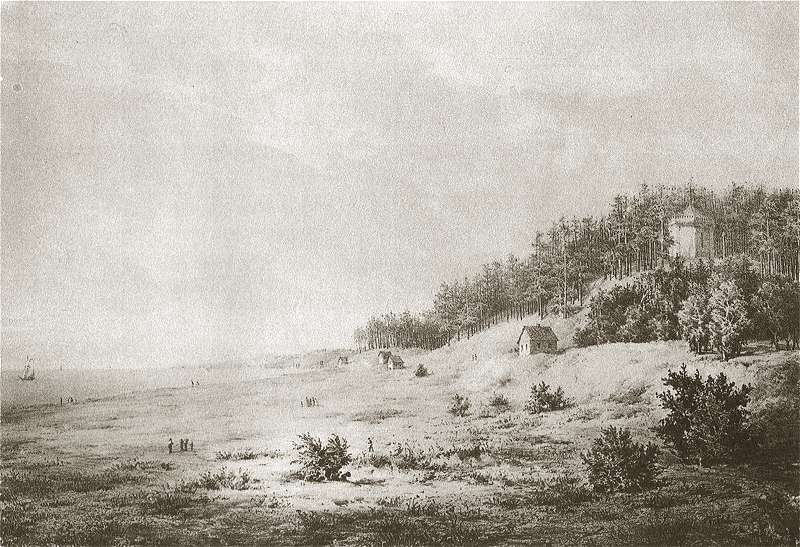
Darstellung aus dem 19. Jahrhundert von Napoleon Orda

- 1869 wurde die Kapelle nach Entwürfen von K. Majer erbaut.
- 1976 wurden Innenglasmalereien angebracht, Autor der Vitrage war Liudas Pocius.